# ريتشارد أ. هينسون
ريتشارد أ. هينسون (بالإنجليزية: Richard Adams Henson)‏ هو شخصية أعمال أمريكي، ولد في 12 ديسمبر 1910 في هاجرستاون في الولايات المتحدة، وتوفي في 12 يونيو 2002 في سالزبوري في الولايات المتحدة.